# Clase Ton

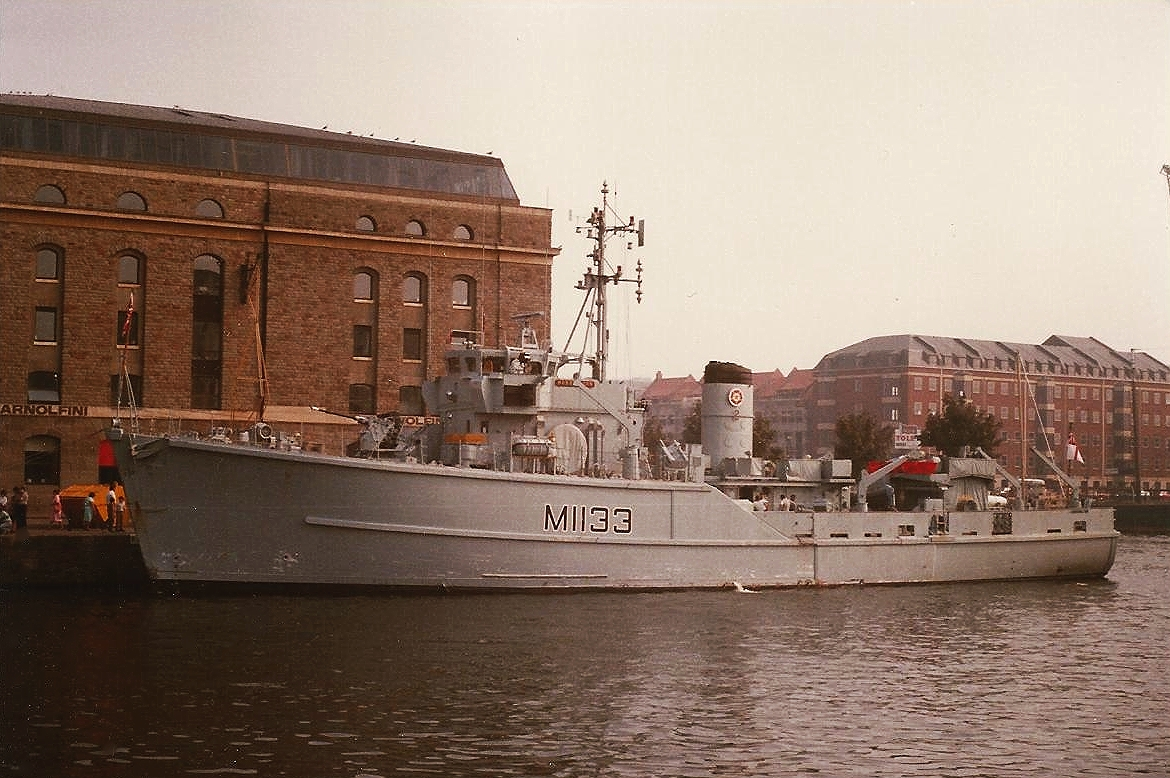
HMS Bossington (M1133)

La clase Ton es una serie de dragaminas desarrollada por el Reino Unido en la década de 1950.

## Historia
El hecho de que las minas electromagnéticas rusas pudieran burlar los sistemas de desmagnetización motivó el desarrollo de una clase que reemplazara a la obsoleta clase Algerine.
Una unidad Ton tenía una eslora de 46,3 m, una manga de 8,8 m y un calado de 2,5 m, con un desplazamiento de 425 t. Estaba impulsada por dos motores diésel de 2500 a 3000 bhp de potencia. La velocidad máxima eran 15 nudos. Sus armas eran un cañón de 40 mm de calibre y dos de 20 mm.

## Unidades
Los dragaminas clase Ton: